# Diocèse de la Charente
Cet article court présente un sujet plus développé dans : Diocèse d'Angoulême.
Le diocèse de la Charente ou, en forme longue, le diocèse du département de la Charente est un ancien diocèse de l'Église constitutionnelle en France.
Créé par la constitution civile du clergé de 1790, il est supprimé à la suite du concordat de 1801. Il couvrait le département de la Charente. Le siège épiscopal était Angoulême.